# Lino Rojas

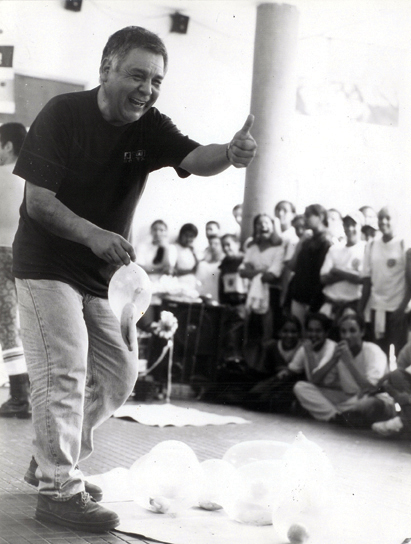
Lino Rojas, ministrando oficina na Zona Leste de São Paulo

Lino Rojas Perez, (02 de setembro de 1942 -  21 de fevereiro de 2005), foi um ator, dramaturgo e diretor de teatro de origem peruana que atuou principalmente nas ruas de São Paulo, no Brasil. 

## Vida e atividade
Lino Rojas esteve em São Paulo pela primeira vez em 1958. Depois de muitas idas e vindas, estabeleceu residência definitiva na capital paulista em 1975. Logo encontrou boa acolhida entre parceiros de idéias como Augusto Boal, Amir Haddad, Marcos Caruso e Cristina Mutarelli, que já faziam teatro popular com o grupo de Teatro União e Olho Vivo. Acreditavam, todos, na mudança por meio da arte.
Foi Diretor de teatro na USP no movimento estudantil anti-ditadura. Impressionado com o crescimento do número de meninos de rua em São Paulo, trabalhou em conjunto com Dom Paulo Evaristo Arns, o Frei Leonardo Boff, e o sociólogo Herbert de Souza, o Betinho, conseguindo a construção de um abrigo no Brás. Nesta casa para meninos de rua, sua atividade era fazer teatro, criar textos e produzir, ali nascia o embrião, o Projeto Semear Asas.
Em 1989, ao realizar este projeto na Oficina Cultura Luiz Gonzaga em São Miguel Paulista, criou junto com aqueles jovens o Grupo Pombas Urbanas. O grupo venceu festivais de teatro amador e logo começou sua carreira artística. Hoje o repertório do Grupo conta com mais de dez espetáculos. Em 2001 o grupo virou Instituto e a ação social se ampliou e se profissionalizou, mas desde 1994 o grupo transferia seu conhecimento em oficinas pela cidade.
Como Instituto Pombas Urbanas, o grupo de jovens liderado por Lino, ganhou diversos editais e a partir da cessão da COHAB-SP, por comodato de 20 anos, de um galpão gigante em Cidade Tiradentes, extrema Zona Leste de São Paulo, começou em Abril de 2004 a criação do Centro Cultural Arte em Construção.

## Morte
Rojas desapareceu no dia 15 de fevereiro de 2005, visto pela última vez em um bar da Praça da República, no centro de São Paulo.  Seu corpo foi encontrado parcialmente carbonizado  no dia 24, em Itaquaquecetuba; dois dias antes, seu carro foi encontrado em São Miguel Paulista. O caso foi investigado como latrocínio; um suspeito foi preso.
Em 2005, a família de Lino recebeu por ele a Ordem do Mérito Cultural do Ministério da Cultura do Brasil.